# مرده‌سوزخانه چپل آو د پاینز
مرده‌سوزخانه چپل آو دِ پاینز (انگلیسی: Chapel of the Pines Crematory) که معنای تحت‌اللفظی آن «مرده‌سوزخانه کنیسهٔ کاج‌ها» است، یک مرده‌سوزخانه و گورستان لانه‌کبوتری در شهر لس آنجلس در ایالات متحده آمریکاست که در نشانی ۱۶۰۵ خیابان کاتالینا جنوبی، لس‌آنجلس، در ایالت کالیفرنیای آمریکا واقع شده و در منطقهٔ وست آدامز، در فاصله‌ای کم از جنوب‌غربی داون‌تاون لس آنجلس قرار دارد. این مرکز در مجاورت گورستان «انجلوس-رُزدیل» واقع شده که یک خیابان آن‌سوتر، در گوشهٔ جنوب‌غربی تقاطع خیابان کاتالینا و بلوار ونیز قرار دارد. این بنای گنبددار که شبیه به یک رصدخانه به نظر می‌رسد، در سال ۱۹۰۳ بنیان‌گذاری شده و خدمات سوزاندن جسد و نگهداری خاکستر آنها را ارائه می‌دهد. این مکان، محل آرامش نهایی خاکستر شماری از افراد سرشناس نیز هست.

## انبار نگهداری خاکستر
علاوه بر کولومباریا (فضاهای عمومی مخصوص بازدید و نگهداری خاکستر)، پنج انبار در زیرزمین این مرکز وجود دارد که ورود عموم به آن‌ها ممنوع است. در این انبارها خاکستر بیش از ۱۰٬۰۰۰ نفر نگهداری می‌شود. دلایل مختلفی برای نگهداری خاکستر در این انبارها وجود داشته است؛ از جمله ادعا نشدن خاکستر توسط خانواده، ناتوانی مالی خانواده در پرداخت هزینهٔ محل عمومی نگهداری، یا انتخاب شخص متوفی یا خانواده‌اش برای محل خصوصی نگهداری خاکستر. بیشتر این خاکسترها، ولی نه همه، در جعبه‌های مسی مخصوص نگهداری می‌شوند که برچسب مشخصات دارند.
مرکز «چپل آو دِ پاینز» در سال ۲۰۰۶ به نگهداری خاکستر در این انبارها پایان داد و از آن زمان، هرگونه خاکستر ادعانشده‌ای پس از گذشت شصت روز به ادارهٔ پزشکی قانونی شهرستان لس‌آنجلس تحویل داده می‌شود. اگرچه دیگر خدمات انبارداری ارائه نمی‌شود، اما طبق قوانین ایالت کالیفرنیا، این انبارها به‌طور قانونی به‌عنوان مقبره (قبر) شناخته می‌شوند و جابه‌جایی خاکستر از آن‌ها نوعی نبش‌قبر محسوب می‌شود و تنها با مجوز خانواده بازمانده یا حکم دادگاه امکان‌پذیر است.
«کمیسیون قبور جنگی کشورهای مشترک‌المنافع» بریتانیا یادبود یکی از نیروهای کشورهای مشترک‌المنافع را که خاکستر او در این مکان نگهداری می‌شود، گرامی می‌دارد؛ او یک سرباز نیروی زمینی کانادا در جنگ جهانی اول بوده است.

## به‌خاک‌سپرده‌شدگان مشهور

### الف
- لیونل اتویل
- استوارت اروین
- برانکو بیلی اندرسن
- فیلیپ اوبر
- ویلیس اچ. اوبرایان
- لوید اینگراهام

### ب
- راس باغداساریان سینیور
- نایجل بروس
- آلما بنت
- می بوش

### پ
- استوارت پاتون
- ایلین پرسی

### ت
- فلورنس ترنر

### ج
- جاستین جانستن

### چ
- هلن چندلر

### د
- ویلیام دزموند
- مارگارت دومانت
- ادگار دیرینگ

### ر
- ریچل رابرتس

### س
- جی سیلورهیلز

### ش
- ان شرایدن

### ف
- بس فلاور
- فیلیپ فن زانت

### ک
- لوئیز کارور
- هاینی کانکلین
- تام کانوی
- سیسیل کانینگهام
- لئونارد کری
- دوروتی کریستی
- کالین کلایو
- جون کولیر

### گ
- ادموند گون

### ل
- گرگوری لا کاوا
- مونتاگو لاو
- میچل لایزن
- ویلیام لبارون
- لو لندرز
- ویلفرد لوکاس

### م
- هربرت مارشال
- توربن مایر
- جی. فارل مک‌دانلد
- لئونارد مودی
- توماس میچل

### ن
- تام نیل
- ری نازارو
- آلن نیپی‌یر

### و
- اچ. بی. وارنر
- کتلین ویلیامز

### ه
- وارن هایمر
- هوبرت هنلی
- آرتور هویت
- جین هیگن